# 라비나 미테프스카
라비나 미테프스카(마케도니아어: Лабина Митевска, 1975년 10월 11일 ~ )는 북마케도니아의 배우이다.

## 출연 작품
- 눈물을 거부한 여인 (2012)
- 세븐 코트야드 (2009)
- 9:06 (2009)
- 세 자매 (2007)
- 워차일드 (2006)
- 취조 (2006)
- 하우 아이 킬드 어 세인트 (2004)
- 외로운 젊은이들 (2000)
- 광끼 (1998)
- 웰컴 투 사라예보 (1997)
- 비포 더 레인 (1995)